# RASAL2
RASAL2‏ (RAS protein activator like 2) هوَ بروتين يُشَفر بواسطة جين RASAL2 في الإنسان.